# Laik
Laik (grčki: λαός) je član kršćanske crkve, koji živi u tzv. svjetovnim zvanjima, to jest nije svećenik ili redovnik.
Naziv laik na grčkom znači narod. U kršćanskom govoru tako se nazivaju svi vjernici, svi članovi Crkve, koji žive u tzv. svjetovnim zvanjima (tj. oni koji nisu svećenici, biskupi, redovnici i đakoni). Vjernici - laici punopravni su i jednako vrijedni članovi Crkve. Oni su slično kao i biskupi, svećenici i redovnici pozvani da sudjeluju na svim područjima života i djelovanja kršćanske zajednice. Svima je u kršćanskim zajednicama povjereno zajedničko poslanje naviještanja i ostvarivanja Kristove Radosne vijesti, ali različite službe u vršenju tog poslanja. Sudjelovanje vjernika - laika u različitim oblicima života i djelovanja kršćanske zajednice zove se apostolat laika.